# Ingrid Sundberg
Ingrid Elver Sundberg, född Jacobsson 28 januari 1925 i New York i USA, död 19 december 2021 i Vellinge, var en svensk moderat politiker och riksdagsledamot.
Ingrid Sundberg tillhörde riksdagens andra kammare 1966–1970, representerande Moderaterna i Malmöhus läns valkrets. Hon var även ledamot i den nya enkammarriksdagen från dess öppnande 1971 till 1991 och var ordförande i Kulturutskottet 1983–1991.